# Pancerniki typu Provinces

Różnie projekty

Pancerniki typu Provinces – planowany typ francuskich pancerników, mających zastąpić lub uzupełnić pancerniki typu Richelieu. W związku z upadkiem Francji w 1940 żaden z okrętów nie został zbudowany.
Zakładano, że zostaną zbudowane dwa okręty tego typu. Okrętom zamierzano nadać nazwy wybrane z następujących czterech: "Alsace", "Normandie", "Flandre" lub "Bourgogne". Położenie stępki pierwszego planowano na 1942 rok. Projekt był ulepszeniem projektu pancerników typu Richelieu z dodatkową poczwórną wieżą artyleryjską na rufie. Gdyby zostały zbudowane, byłyby najsilniej uzbrojonymi pancernikami francuskimi.

## Dane techniczne
- Uzbrojenie
  - 9 × 380 mm (3xIII) lub 12 × 380 mm (3xIV) w zależności od projektu
  - 12 × 152 mm (4xIII)
  - 16 × 100 mm (8xII) przeciwlotnicze lub 24 × 100 mm (12 x II) w zależności od projektu
  - liczne działka 37 i 25 mm
- Pancerz
  - burtowy 330 mm (lub 360 mm) pochylony pod kątem 15,5 stopnia, na dolnej krawędzi malejący do około 165 mm
  - pokładowy
    - pokład górny 25 mm
    - pokład główny nad magazynami 170 mm
    - pokład główny nad maszynownią 150 mm

  - barbety 405 mm
  - grodzie przeciwtorpedowe 30 – 100 mm
  - wieże artylerii głównej
    - przód 430 mm
    - boki 270 mm
    - góra 195 mm